# Période (art)
Pour les articles homonymes, voir Période.
Une période est une étape chronologique dans la production d'un artiste qui semble former un ensemble cohérent différent du reste de son œuvre, notamment de par les techniques employées, les styles manifestés ou les thèmes représentés. Bien souvent déterminée par des éléments biographiques expliquant les changements constatés, la périodisation permet à la critique de désigner efficacement un sous-ensemble donné au sein du catalogue raisonné de cet artiste.
On distingue par exemple, chez Pablo Picasso, une période bleue précédant une période rose, la première de 1901 à 1904 et la seconde de 1904 à 1906, parce que le bleu puis le rose sont les couleurs dominantes dans les tableaux du peintre espagnol au cours de ces années, respectivement. Chez René Magritte, on appelle « période vache » celle qui le voit produire, pour sa première exposition personnelle à Paris en 1948, des œuvres au rendu volontairement grossier et représentant des personnages grotesques, en totale opposition avec le trait clair et les motifs poétiques qui caractérisaient l'artiste belge jusqu'à ses premières toiles impressionnistes, dans le style d'Auguste Renoir, peintes depuis quelques années déjà.

## Exemples
- Période romaine de Caravage : des années 1590 à 1606.
- Période d'exil de Caravage : de 1606 à 1610.
- Période bleue de Pablo Picasso : de 1901 à 1904.
- Période rose de Pablo Picasso : de 1904 à 1906.
- Période symboliste de Kasimir Malevitch : de 1907 à 1910.
- Période niçoise d'Henri Matisse : de 1917 à 1929.
- Période Renoir de René Magritte : de 1943 à 1947.
- Période vache de René Magritte : 1948.